# Magellan (hudební skupina)
Magellan je progressive metalová/progressive rocková skupina z Kalifornie, USA, založená dvěma bratry Trent Gardnerem a Wayne Gardnerem v roce 1985. Se skupinou vystupovao několik velmi dobře známých hudebníků jako jsou Ian Anderson (Jethro Tull), Joey Franco (Twisted Sister, Van Helsing's Curse) a Tony Levin (King Crimson, Liquid Tension Experiment). Skupina na svých internetových stránkách uváděla, že pracují jako nezávislá skupina.

## Členové
- Trent Gardner - sólový zpěv, klávesy, trombón
- Wayne Gardner - kytary, baskytara, sborový zpěv

### Hostující hudebníci
- Joey Franco - bicí a perkuse ("Hundred Year Flood")
- Jason Gianni - bicí (na "Impossible Figures")
- Tony Levin - baskytara ("Hundred Year Flood")
- Ian Anderson - flétna ("Hundred Year Flood")
- George Bellas - kytara ("Hundred Year Flood")
- Robert Berry - kytary a baskytara ("Hundred Year Flood")
- Brad Kaiser - bicí ("Test Of Wills")
- Hal Stringfellow Imbrie - baskytara, zpěv ("Hour of Restoration", "Impending Ascension")
- Doane Perry - bicí ("Impending Ascension")

## Diskografie
- Hour of Restoration (1991)
- Impending Ascension (1994)
- Test of Wills (1997)
- Hundred Year Flood (2002)
- Impossible Figures (2003)
- Symphony for a Misanthrope (2005)
- Innocent God (2007)
- Inert Momentum (2010?)